# Syndicat mixte Pau Béarn Pyrénées Mobilités
Le Syndicat mixte Pau Béarn Pyrénées Mobilités est l'autorité organisatrice de transports de l'agglomération paloise, anciennement dénommé syndicat mixte des transports urbains Pau-Porte des Pyrénées. Les membres du syndicat mixte étaient la communauté d'agglomération de Pau-Pyrénées, la communauté de communes du Luy-de-Béarn et les communes de Morlaàs, Uzein, Aressy et Serres-Morlaàs. Le syndicat couvrait un territoire de 22 communes comptant plus de 165 000 habitants.

## Logos

Ancien logo depuis 2011.
Logo depuis août 2018.